# Bochs
Bochs és un emulador de PC de codi lliure per a arquitectures x86 i AMD64. La major part escrit en C++ i es distribueix sota la llicència GNU Lesser General Public License. Suporta emulació de processador(s) (incloent el mode protegit), memòria, discs, monitor, ethernet, BIOS i dels perifèrics més corrents d'un PC.
Bochs va començar com un programa amb una llicència comercial, al preu de 25 dòlars, per al seu ús tal com és. Si un usuari necessités vincular-lo a un altre programari, hauria de negociar una llicència especial. Això va canviar el 22 de març de 2000, quan Mandrakesoft (més tard Mandriva ) va comprar Bochs al desenvolupador principal Kevin Lawton i el va publicar per a Linux sota la Llicència Pública General Reduïda de GNU.  El suport per a l'allotjament a Windows XP va finalitzar amb la versió 2.6.10.